# 광주북성중학교 축구부
광주북성중학교 축구부는 광주광역시에 위치한 광주북성중학교의 축구부이다. 광주북성중학교가 운영하는 축구부로 1953년 창단,많은 우승과 프로 축구선수를 배출해낸 역사와 정통을 자랑하는 명문 축구부이다.

## 같이 보기
- 광주북성중학교 2024 전남/광주 중등축구리그 상위스플릿
- 2023 전남/광주 중등축구리그 2위
- 2023 전국중등왕중왕전 16강
- 2019년 중등 춘계 축구연맹전 3위
- 제52회 춘계 한국중등(U-15)축구연맹전 2016년 우승
- 2011년 탐라기 전국 축구대회 준우승
- 제38회 전국소년체육대회 동메달(3위)

## 출신선수
김판근 남기일 윤정환 김경중 강태욱 김도담 김슬기 여름 김태환 이희균 허율 정재상 김준영 등등이 있다.